# Leukoarajoza
Leukoarajoza (ang. leukoaraiosis) – opisowe pojęcie radiologiczne określające rozlane zmiany w istocie białej mózgu, zlokalizowane głównie wokół komór mózgu i wykrywane w badaniach obrazowych jako zmiany hipodensyjne w TK oraz hiperintensywne w sekwencji T2 oraz FLAIR w MRI. Częstość leukoarajozy jest większa u ludzi starszych. Jako czynnik patogenetyczny leukoarajozy proponuje się przewlekły proces niedokrwienny. Leukoarajoza może objawiać się drobnymi deficytami neurologicznymi i łagodnymi zaburzeniami poznawczymi albo poważnymi deficytami powodującymi głęboką niepełnosprawność i otępienie. 
Termin wprowadzili Vladimir Hachinski i wsp. w 1987 roku